# ISSN
ISSN (англ. International Standard Serial Number) — унікальний міжнародний стандартний номер, що використовується для ідентифікації друкованого або електронного періодичного видання. Складається з 8 цифр. 8 цифра — контрольне число, розраховується за попередніми 7 і модулю 11. Для транслітерування кириличних літер у латинські[прояснити: ком.] використовується міжнародний стандарт ISO 9 1995 р.
ISSN можна застосувати для друку штрих-коду в стандарті EAN-13, де для них передбачено окремий префікс GS1 (977).

## Історія
Система ISSN була прийнята як міжнародний стандарт ISO 3297 у 1975 р. та оновлена у 2007 р.
ISSN може отримати будь-яке періодичне видання (публікація, випущена в послідовних частинах, що має числові або хронологічні позначення без зазначеного кінця виходу). Це може бути газета, тижневик, журнал, щорічник, а також електронна публікація (компакт-диск, вебсайт). Для різних носіїв публікації (друковане видання, компакт-диск, вебсайт) необхідно отримати окремий номер ISSN, навіть якщо однаковий заголовок.
Номер ISSN безкоштовно надається Міжнародним центром ISSN (або Національним центром ISSN, якщо він є).
Станом на 2019 рік учасниками системи були 90 країн.

## ISSN в Україні
За часів існування СРСР надання ISSN серіальним виданням (періодичним, продовжуваним і серійним) здійснювала Всесоюзна книжкова палата. З її переходом під юрисдикцію Росії цю роботу в Україні було фактично припинено. У березні 2019 року України вирішила приєднатися до Статуту Міжнародного центру реєстрації періодичних видань. Національним центром SSN було призначено Книжкову палату України імені Івана Федорова. 
У липні 2019 року генеральний директор ЮНЕСКО  поінформував про приєднання України та визнання Книжкової палати як Національного центру. Подальшим етапом мало стати укладення двосторонньої угоди між Книжковою палатою України та Міжнародним центром ISSN, проходження співробітниками відповідних тренінгів з бібліографії та програмного забезпечення. 